# Salwator Huerta Gutiérrez
Salwator Huerta Gutiérrez, hiszp. Salvador Huerta Gutiérrez (ur. 18 marca 1880 w Magdalenie, zm. 3 kwietnia 1927 w Guadalajarze) – meksykański błogosławiony Kościoła rzymskokatolickiego.

## Życiorys
Jego bratem był Józef Gutiérrez. Po ukończeniu szkoły podstawowej we wsi, wraz z bratem został zakwalifikowany do liceum dla chłopców. Został zamordowany 3 kwietnia 1927 roku.
W dniu 20 listopada 2005 roku beatyfikował go Benedykt XVI w grupie trzynastu męczenników meksykańskich.